# Imitos
Imitos (gr. Υμηττός) – miasto w Grecji, w administracji zdecentralizowanej Attyka, w regionie Attyka, w jednostce regionalnej Ateny-Sektor Centralny, w gminie Dafni-Imitos. W 2011 roku liczyło 10 715 mieszkańców. Położone w zespole urbanistycznym Wielkich Aten.
Znajduje się tu duży kampus należący do Uniwersytetu Ateńskiego. Ludność, aż do roku 1950, utrzymywała się tu głównie z rolnictwa, a większość gruntów pokrywały lasy. Od lat 50. XX wieku dotarła tu urbanizacja, dzięki rozbudowie aglomeracji Aten. W latach 50. nakręcono tu kilka filmów zagranicznych.

## Zmiana populacji miasta[potrzebnyprzypis]
| Rok  | Populacja | Zmiana      | Gęstość      |
| ---- | --------- | ----------- | ------------ |
| 1981 | 12,491    | –           | 12,811.3/km² |
| 1991 | 11,671    | -820/-6.56% | 11,970.3/km² |
| 2001 | 11,139    | -532/-4.56% | 11,424.6/km² |